# Níkos Papázoglou
Pour les articles homonymes, voir Papazoglou.
Níkos Papázoglou (grec moderne : Νίκος Παπάζογλου) né le 20 mars 1948 à Thessalonique et mort le 17 avril 2011 dans cette ville est un chanteur, musicien, compositeur et producteur grec.

## Biographie
Après avoir joué pour divers groupes de Thessalonique comme les Olympians ou les Zealots dans les années 1960, Níkos Papázoglou quitta la Grèce pour Aix-la-Chapelle en 1972 avec les Zealots. Les chansons enregistrées alors sont introuvables.
De retour en Grèce en 1976, sa rencontre avec Dionysis Savvopoulos (el) fut déterminante. Les deux hommes travaillèrent sur un cycle musical à partir des comédies d'Aristophane. Ensemble, avec Manolis Rasoulis et Nikos Xydakis, ils produisirent ensuite en 1978 Εκδίκηση της γυφτιάς (La Revanche des gitans), considéré comme un tournant dans la musique populaire grecque.
Ensuite, Níkos Papázoglou (avec son groupe Λοξή φάλαγγα) se rendit célèbre pour ses tournées à travers la Grèce qui l'amenèrent à jouer dans des lieux très divers : le volcan de Nissiros ou le théâtre antique de Thasos.
Avec son célèbre bandana rouge, il est considéré dans certains pays (Allemagne et Pays-Bas) comme une icône de la world-music.
Ses chansons les plus célèbres sont Κανείς εδώ δεν τραγουδά, Αχ Ελλάδα, Αύγουστος, Οι μάγκες δεν υπάρχουν πια, Υδροχόος ou Πότε Βούδας πότε Κούδας.

## Discographie
- Η εκδίκηση της γυφτιάς (1978)
- Χαράτσι (1984)
- Μέσω Νεφών (1986)
- Σύνεργα (1990)
- Επιτόπιος ηχογράφησις στο θέατρο του Λυκαβηττού (1991)
- Όταν κινδυνεύεις παίξε την πουρούδα (1995)
- Μά’ισσα Σελήνη (2005)

## Sources
- Nécrologie sur e-Kathimerini 18/04/2011
- Nécrologie dans Greek reporter
- Nécrologie dans Athens News